# Линденфелс
Линденфелс (њем. Lindenfels) град је у њемачкој савезној држави Хесен. Једно је од 22 општинска средишта округа Бергштрасе. Према процјени из 2010. у граду је живјело 5.152 становника. Посједује регионалну шифру (AGS) 6431015.

## Географски и демографски подаци
Линденфелс се налази у савезној држави Хесен у округу Бергштрасе. Град се налази на надморској висини од 220 – 575 метара. Површина општине износи 21,1 km². У самом граду је, према процјени из 2010. године, живјело 5.152 становника. Просјечна густина становништва износи 244 становника/km².

## Међународна сарадња
| Мјесто | Држава    | Врста сарадње | Од    |
| ------ | --------- | ------------- | ----- |
|        | Француска | партнерство   | 1968. |
| Извор  |           |               |       |